# Ballybough
Ballybough (irl. Baile Bocht) to jedna z dzielnic Dublina. Położona na północy Dublina. Administracyjnie należy do Dublin City Council.
Ballybough graniczy z North Strand, Fairview oraz Drumcondra.